# De woesteling
De woesteling is een Franse stripreeks die begonnen is in november 2004 met Hervé Barulea als schrijver en tekenaar.

## Albums
Alle albums zijn geschreven en getekend door Hervé Barulea en uitgegeven door Dupuis.
1. De woesteling deel 1
2. De woesteling deel 2